# Liptena ugandana
Liptena ugandana är en fjärilsart som beskrevs av Henry Stempffer 1974. Liptena ugandana ingår i släktet Liptena och familjen juvelvingar. Inga underarter finns listade i Catalogue of Life.